# Yport
Yport là một xã trong vùng hành chính Normandie, thuộc tỉnh Seine-Maritime, quận Le Havre, tổng Fécamp. Tọa độ địa lý của xã là 49° 44' vĩ độ bắc, 0° 18' kinh độ đông. Yport nằm trên độ cao trung bình là 30 mét trên mực nước biển, có điểm thấp nhất là 0 mét và điểm cao nhất là 96 mét. Xã có diện tích 2,07 km², dân số vào thời điểm 2004 là 1035 người; mật độ dân số là 500 người/km².

## Thông tin nhân khẩu
| 1962 | 1968 | 1975 | 1982 | 1990 | 1999 |
| ---- | ---- | ---- | ---- | ---- | ---- |
| 987  | 1193 | 1159 | 1121 | 1141 | 1011 |